# 화이트 스톰
화이트 스톰(掃毒, The White Storm)은 홍콩에서 제작된 진목승 감독의 2013년 액션, 범죄, 스릴러 영화이다. 고천락 등이 주연으로 출연하였고 진목승 등이 제작에 참여하였다.

## 출연

### 주연
- 고천락
- 유청운
- 장가휘

### 조연
- 강약림
- 노해붕
- 원천
- 오정엽
- 노혜광
- 임국빈
- 방력신
- 왕즈페이

## 제작진
- 미술: 장국영